# Нур (Польща)
Нур (пол. Nur) — село в Польщі, у гміні Нур Островського повіту Мазовецького воєводства.
Населення — 662 особи (2011).
У 1975-1998 роках село належало до Ломжинського воєводства.

## Демографія
Демографічна структура станом на 31 березня 2011 року:
|          | Загалом | Допрацездатний вік | Працездатний вік | Постпрацездатний вік |
| -------- | ------- | ------------------ | ---------------- | -------------------- |
| Чоловіки | 331     | 64                 | 223              | 44                   |
| Жінки    | 331     | 58                 | 182              | 91                   |
| Разом    | 662     | 122                | 405              | 135                  |